# Zoë Strachan
Zoë Strachan, född 1975, är en skotsk författare, journalist och universitetshandledare.

## Biografi
Strachan växte upp i Kilmarnock, Ayrshire.  Hon studerade arkeologi och filosofi vid University of Glasgow, följt av en MPhil i kreativt skrivande vid universiteten i Glasgow och Strathclyde.  Hon blev senare handledare i kreativt skrivande vid universitetet i Glasgow. Strachan bor i Glasgow med sin partner, romanförfattaren Louise Welsh.

## Verk
Strachans texter har publicerats i New Writing  15, Bordercrossing Berlin, The Edinburgh Companion to Contemporary Scottish Literature och The Antigonish Review. 2006 utsågs hon till den första gästförfattaren vid National Museum of Scotland i Edinburgh.  Hennes första roman, Negative Space, publicerades 2002 av Picador. Den vann en Betty Trask Award 2003 och nominerades till Saltire First Book of the Year Award. Negative Space finns även översatt till svenska under titeln Brytpunkt (Tivoli, 2003). Strachans andra roman, Spin Cycle, kom ut 2004. 2008 tilldelades hon Hermann Kesten-stipendiet. Hon arbetar nu på sin tredje roman, Play Dead.